# 20美分硬币
20美分硬币（英語：twenty-cent piece）是美国铸币局于1875至1878年间生产的一种硬币，但后两年铸造的硬币没有进入市場流通，而是由收藏家收藏。事实证明，由内华达州联邦参议员约翰·P·琼斯提议制作的这种硬币因为尺寸上与25美分硬币过于接近，容易产生混淆，所以是一件失败的作品。
1874年，新任参议员琼斯提议制作20美分硬币，声称此举可以缓解美国西部缺乏小面额零钱的问题。国会通过了法案，铸币局局长亨利·林德曼下令制作了多种图案币。最终，林德曼决定采用与其他多种银币类似的正面设计。
新币采用平整边缘，与当时流行的25美分硬币的锯齿纹花边不同，但仍然因为尺寸和设计上过于接近而导致混淆，两种硬币的正面设计几乎完全相同。美国铸币局头一年生产了上百万枚20美分硬币，但公众并不买帳，国会也于1878年废除了这种面额，之后政府熔毁了至少三分之一的这种硬币。钱币学家马克·本韦努托（Mark Benvenuto）表示，20美分硬币代表的是“美国钱币史上几乎还没开始就已结束的篇章。”

## 背景和授权
制作20美分硬币的构想早在1791年时就有人提出，之后又曾在1806年重提，但都没有付诸实践。1806年，康涅狄格州联邦参议员乌利亚·特雷西（Uriah Tracy）提出法案，要求增加2美分硬币和“两角硬币”。铸币局局长罗伯特·帕特森（Robert Patterson）对此表示反对，但他主要是反对特雷西提议用含铜量较高的银铜合金打造的2美分硬币，因为含银量较低的银币很难再回收其中的白银。这项法案于1806和1807年两次在联邦参议院通过，但都没能过得了联邦众议院这关。19世纪70年代前，美国没有发行过面值20美分的硬币，但由于西班牙铸造的2里亚尔（相当于20美分）硬币从殖民地时期（当时相当于25美分）就开始在北美流通，美国民众对这种面额并不陌生。
进入19世纪70年代后，多种因素共同影响，令20美分硬币的诞生成为可能。贱金属硬币在美国西部不受待见，这些地区也因此缺乏小额货币作为找赎零钱。内战导致美国经济陷入混乱，除了太平洋沿岸地区外，美国其他地方的居民都将含有贵重金属的银币囤积起来，并且即便是仍然在贸易中使用的这些硬币也不是按面额来流通，为此政府停止采用黄金和白银付款。西部地区尚未普遍接受贱金属制成的5美分硬币，因此旧金山铸币局生产的半角硬币越来越多，直至1873年联邦国会通过立法废除这种硬币时止。小额硬币、特别是珠宝贸易中常用的半角硬币的缺乏引起民众不满，买家对此怨声载道，他们用25美分硬币买下一件10美分的物品后，店家往往无法找齐零钱。西部进行的贸易中有时出现121⁄2美分的价格（源于当时已经不再流通的西班牙殖民地里亚尔），使得零钱找赎问题进一步激化。钱币学家大卫·兰格（David Lange）曾表示，只要将镍币运往西部就可以解决上面的所有问题，但当时这些地区的居民对不含贵金属的硬币存在偏见，所以很可能不会接受这种硬币。
有助于20美分银币诞生的第二个因素是国会受到采矿及其他利益集团的压力，希望能有更多的白银制成硬币。《1873年铸币法案》叫停银币生产，人们不能再将银块存入铸币局打成银元，然后又把银元熔毁来提炼白银。由于白银的市场价格较高，1873年前只有少部分白银会存入铸币局，但铸币局局长亨利·林德曼（Henry Linderman）相信，随着美国各地的横贯大陆铁路竣工，银价也会相应下滑，这样铸币局生产的银元会越来越多，引起通货膨胀。在林德曼的建议下，国会同意恢复银币生产。银价在接下来不到一年的时间里就开始下降，许多人都竭力要将银锭存入铸币局，打造成法定货币。矿业利益集团也在寻求其它手段将白银卖给政府。

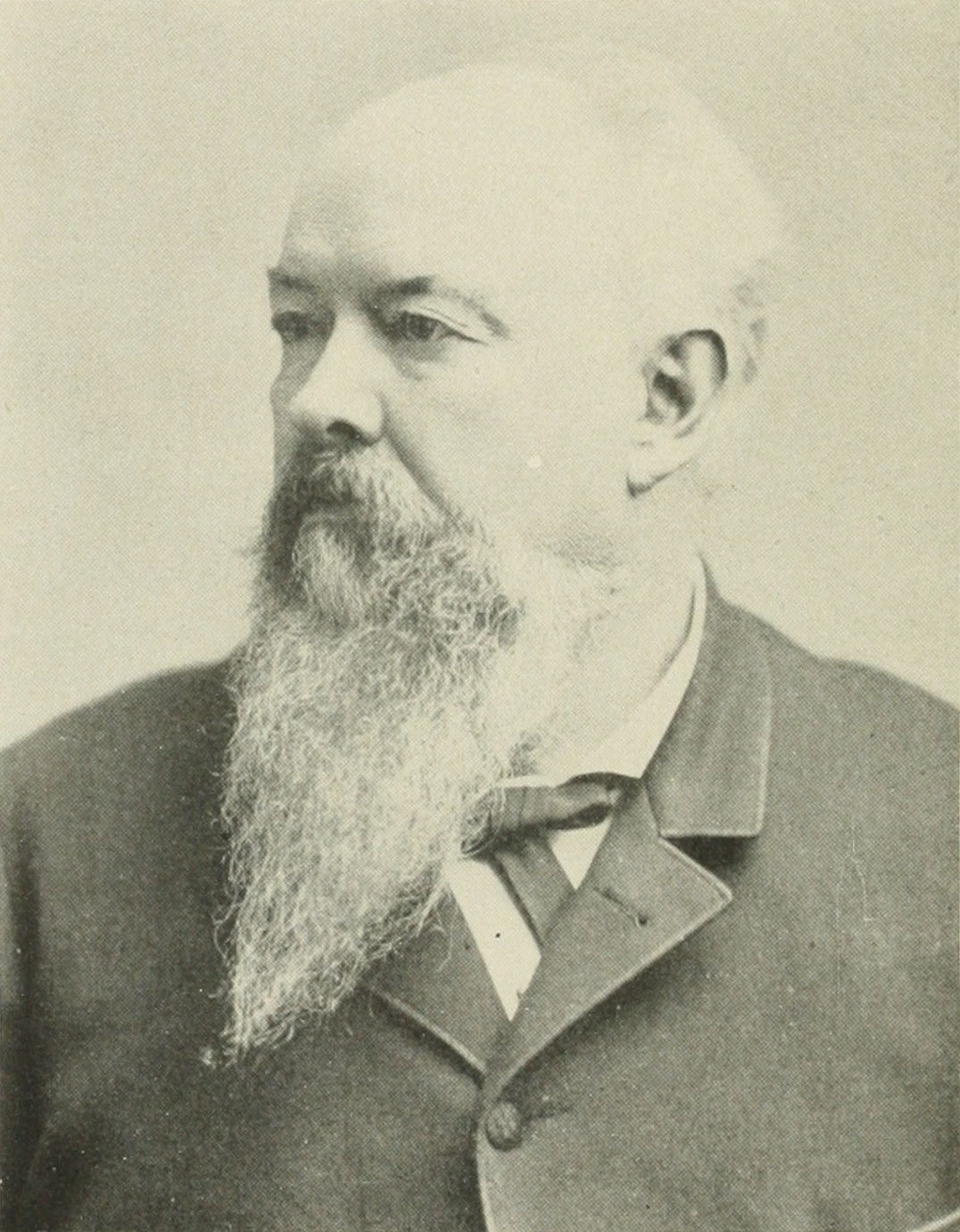
内华达州联邦参议员约翰·P·琼斯

第三个因素则是美国希望调整货币体系，满足拉丁货币同盟的要求，并让硬币的重量向公制靠拢。19世纪60到70年代，美国铸币局多次打造图案币，如果美国成功加入拉丁货币同盟，这些图案币就可以派上用场。其中有些图案币甚至采用与外国货币相同的设计。20美分硬币与拉丁货币同盟中的一种法国法郎等值，根据其尺寸和比重计算，硬币重5克，这点正好满足了国会对硬币重量向公制靠拢的诉求。另外，发行大量银币还可以赎回国会在内战期间发行的辅币（低面值纸币），1875至1876年，国会通过法案授权制作大量银币来实际这一目标。
约翰··琼斯（John P. Jones）于1873年当选内华达州联邦参议员，他与其他人共同拥有一座银矿。1874年2月10日，琼斯提出法案，建议国会授权打造20美分硬币，这也是他当选后最早提出的立法倡议之一。法案中称，西部严重缺乏小额货币，所以有必要制造新的银币来满足公众需求。铸币局局长林德曼同意琼斯的看法，据钱币学历史学家沃尔特·布林（Walter Breen）记载，“其他投票支持法案的议员很大程度上都把这当做是给参议员琼斯帮了个忙。”1875年3月3日，总统尤利西斯·辛普森·格兰特签署法案，令其正式成为法律。与其它面额的银元一样，20美分硬币拥有最高5美元的法定支付额度。

## 准备和设计

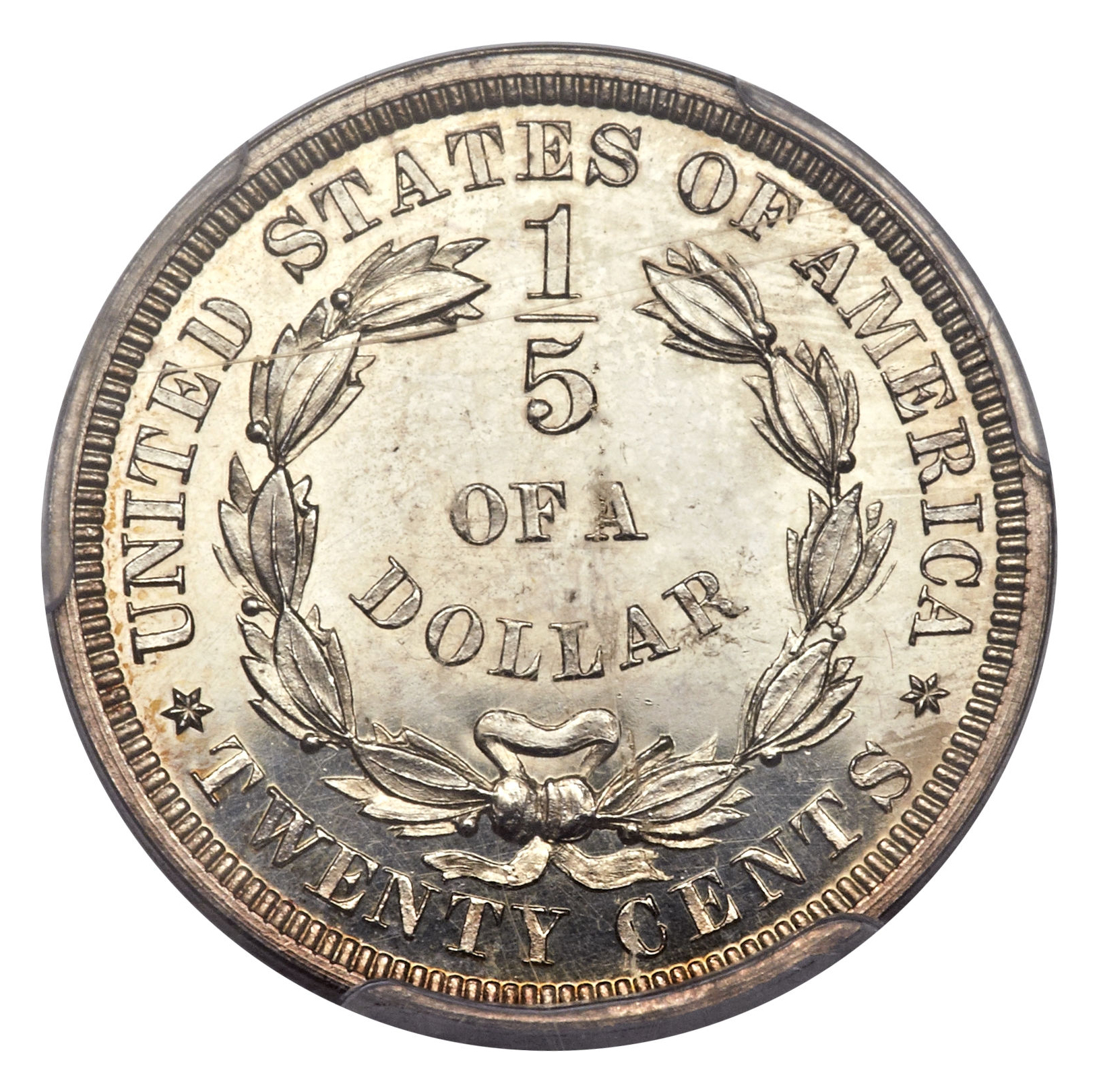
这枚图案币背面所印的面值是五分之一美元

铸币局局长林德曼预计琼斯的法案会在国会通过，因此预先就准备了多种图案币。1874年8月，费城铸币局局长詹姆斯·波洛克（James Pollock）给林德曼寄去图案币，其正面是费城雕塑家约瑟夫·A·贝利（Joseph A. Bailly）创作的坐姿自由女神，背面则是首席铸币员威廉·巴伯（William Barber）的设计。波洛克觉得贝利的设计与当时所有美国银币上的坐姿自由女神过于类似，会导致新硬币极易与25美分硬币混淆，所以没有接受这一方案。1875年3月31日，琼斯提出的法案已经国会颁布，波洛克又给林德曼寄去多枚由巴伯设计的图案币，并且4月12日又寄了更多。这些图案币中有一种带有盾牌的设计不受波洛克待见，但林德曼感到满意，只是因为法律规定所有面值超过10美分的硬币上一定要刻有老鹰而无法采纳。最终，林德曼选择的正面设计与当时的其它银币几乎一模一样（同时期的不同面额银币设计在1916年以前都很类似）。这种设计源于当时已经辞世的前首席雕刻师克里斯蒂安·戈布雷希特（Christian Gobrecht），根据托马斯·萨利（Thomas Sully）和提香·皮尔（Titian Peale）的草图设计，于1836年首度采用。到1840年时，铸币局投产的所有面额银币都是采用这一设计。硬币背面头部朝向左侧的白头海雕（硬币的右侧，老鹰的左侧）与巴伯设计、于1873年面世的贸易银元几乎完全相同。林德曼已经发现新硬币与25美分硬币的尺寸非常接近，他决定20美分硬币背面采用与贸易银元相同的设计，只是尺寸按比例缩小。银币背面白头海雕占主导地位的右爪抓着代表战争的箭，左爪则是代表和平的橄榄枝，从纹章学上而言，这意味着倾向于战争而非和平。

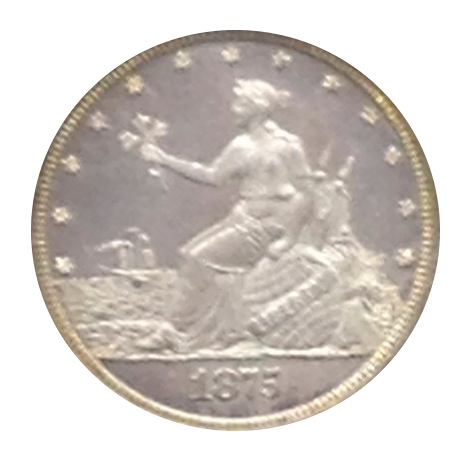
这枚图案币上所印的是“海边的自由女神”

在艺术史学家科尼利厄斯·弗缪尔（Cornelius Vermeule）看来，20美分硬币的正面是“对传统元素赏心悦目的综合”。他对背面的白头海雕评价不佳，觉得与18世纪的美国硬币相比，这只老鹰既笨拙又肥胖。弗缪尔对巴伯设计的多种图案币感到钦佩，特别是“海边的自由女神”设计，弗缪尔认为，这一设计主要是受到当时英国铜币上描绘的不列颠尼亚影响，巴伯本人就是在英国出生。他还觉得自由女神身后那片模糊的影子是艘由蒸汽驱动的船。钱币学家扬西·雷伯恩（Yancey Rayburn）于1970年发表的一篇文章中指出，与当时的大部分硬币相比，20美分硬币显得光秃秃的，其上既没有（我们信仰上帝），也没有（合众为一）。根据《1873年铸币法案》，新铸造的美国硬币都要刻上字样，并且财政部长有权决定硬币是否要刻上。20美分硬币没有刻上这两句格言主要是因为它的尺寸太小，没有足够的位置。授权制造20美分硬币的法案没有对设计做具体规定，但仍然表明新币受《1873年铸币法案》的约束。雷伯恩还很佩服硬币上刻出了面额的全称（“20美分”），当时的25美分和50美分硬币上所刻的（“美元”）字样都缩写成了。

## 生产、影响和收藏

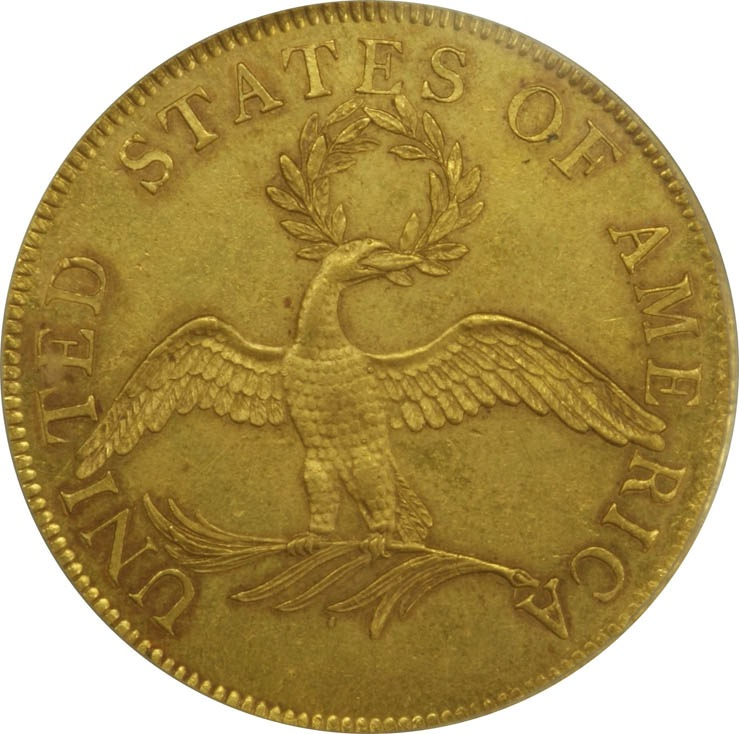
1796年10美元金币的背面。科尼利厄斯·弗缪尔认为，20美分上的白头海雕就是这只老鹰的肥胖版。

1875年4月12日，20美分硬币的设计获批。但这一设计立即就做了调整，以求让位于背面（“美分”）的两字母上方那条橄榄枝末端的叶子可以更清楚。原本的设计上有叶子重叠，更改后变得舒展开来。4月15日，这一改动也获得批准。费城铸币局于5月19日投产，内华达州（参议员琼斯的故乡）的卡森城铸币局于6月1日投产，旧金山铸币局则在6月1至17日间的某个时间开始。费城铸币局一共只生产了约4万枚，大部分硬币都是在西部的两间铸币局生产，其中卡森城13万3290枚，旧金山则高达115万5000枚。白银的价格要到1876年4月才降到足以让国会同意授权用银币赎回纸币的程度，所以费城铸币局生产的这种硬币较少。此外，20美分硬币主要是为了满足西部的流通需要，这也是费城铸币局产量较低的重要原因。铸币局官员高估了旧金山的硬币需求，因此财政部官员于1877年下令将库存的硬币熔毁。
虽然铸币局在生产20美分硬币时打造的是平整边缘，而不是像25美分硬币那样采用锯齿纹花边，但这两种硬币很快就出现混淆。20美分硬币的直径为22毫米，与25美分的24.3毫米相比只小了一点点，同时两种硬币的正面几乎一模一样。许多地方都有人在兑换零钱时出现失误，20美分硬币因此变得极其不得人心。1876年4月，国会开始允许用硬币赎回辅币，其中20美分硬币可以用来兑换小面额纸币。但即便是在这样的情况下，仅3个月后就有议员提出法案废除这种硬币。虽然法案并没有立即获得通过，但据钱币学家弗农·布朗（Vernon Brown）记载，法案还在国会待决时，铸币局已经意识到没有必要继续生产20美分硬币。1876年时只有费城和卡森城铸币局生产了这种硬币，并且产量也很低。到了1877和1878年，只有费城铸币局生产了这种硬币的精制币。费城铸币局于1876年生产的大部分20美分硬币之后都作为纪念品在1876年费城美国独立百年博览会上销售。
1877年3月，林德曼授权卡森城铸币局熔毁1万2359枚20美分硬币，这个数量超过该局1876年生产的这种硬币总数（1万枚），使得1876年版20美分硬币成为最罕见的美国钱币之一。如今，这一品种已知尚存于世的不足20枚，其中一枚于2013年经拍卖以56万4000美元成交，创下这一面额的新纪录。钱币学家米歇尔·奥扎诺（Michele Orzano）于2003年发文指出，现存于世的这种硬币中有部分是到铸币局参观的人们拿到的纪念品。
1878年5月2日，联邦国会通过法案废除20美分硬币，在这之前的一天里，林德曼已下令铸币局熔毁库存的这种硬币，用来重新铸造成其它面额。支持采用白银铸币的派系此前已促使国会通过《布兰德－艾利森法案》（Bland-Allison Act），要求联邦政府大量采购银锭打造银元。新银元在西部流通了为数不多的几年，到1890年时已难得一见。美国铸币局一共生产了135万1540枚20美分硬币，其中超过三分之一于1895至1954年间由政府熔毁，并且又以1933年熔毁的数量最多。根据理查德·约曼（Richard S. Yeoman）2014年版的《美国钱币指南手册》（A Guide Book of United States Coins），最便宜的20美分硬币为1875年版，售价110美元，其成色在谢尔顿硬币分级标准中需达到最低收藏级“-4”。根据这份手册上的记载，20美分硬币的失败主要是因为公众很容易将之与25美分硬币混淆，当时25美分硬币已经在美国的商业流通中（特别是西部）得到普遍认可，而“20美分硬币从本质上而言不过是两枚10美分硬币的替代品”。

## 产量
20美分硬币的铸造标记位于背面的白头海雕下方。
- 没有标记表明硬币是在宾夕法尼亚州费城的费城铸币局生产；
- 带有标记表明硬币是在内华达州卡森城的卡森城铸币局生产；
- 带有标记表明硬币是在加利福尼亚州旧金山的旧金山铸币局生产。

| 年份 | 铸造标记 | 精制币数量 | 流通币数量 |
| ---- | -------- | ---------- | ---------- |
| 1875 |          | 2,790      | 36,910     |
| 1875 |          |            | 133,290    |
| 1875 |          | 12         | 1,155,000  |
| 1876 |          | 1,260      | 14,640     |
| 1876 |          |            | 10,000     |
| 1877 |          | 510        |            |
| 1878 |          | 600        |            |

## 註释
1. ↑  美国于1873年停止银元生产，为加入拉丁货币同盟而打造的硬币不是用于在美国境内流通，其合金比重大于贸易银元。

### 註腳
1. ↑  Benvenuto，第60頁.
2. 1 2  Breen，第335頁.
3. ↑  Taxay，第141頁.
4. ↑  Julian，第56頁.
5. 1 2  Lange，第118–119頁.
6. 1 2 3 4 5 6 7  Breen，第334頁.
7. ↑  Shavorinsky，第69頁.
8. ↑  Van Allen & Mallis，第21–23頁.
9. ↑  Brown，第41–42頁.
10. 1 2  Bureau of the Mint，第54頁.
11. ↑  Olds，第44頁.
12. ↑  Brown，第42頁.
13. ↑  LaMarre，第10頁.
14. 1 2  Bureau of the Mint，第69頁.
15. 1 2  Taxay，第262–263頁.
16. ↑  Hammer，第167頁.
17. ↑  Lange，第46–47頁.
18. 1 2 3  Vermeule，第73頁.
19. ↑  LaMarre，第11頁.
20. ↑  Young，第56頁.
21. ↑  Rayburn，第42–43頁.
22. ↑  Bureau of the Mint，第55頁.
23. ↑  Mansfield Journal & 1875-04-29.
24. ↑  Bureau of the Mint，第68–69頁.
25. ↑  Rayburn，第43頁.
26. 1 2  Breen，第334–335頁.
27. ↑  LaMarre，第12頁.
28. 1 2  Julian，第58頁.
29. ↑  Yeoman，第163, 174–175頁.
30. ↑  Brown，第41頁.
31. 1 2 3  Yeoman，第163頁.
32. ↑  Orzano.
33. ↑  Lange，第119頁.
34. ↑  Julian，第59頁.

### 文献
书籍
- Breen, Walter. . New York: Doubleday. 1988. ISBN 978-0-385-14207-6.
- Bureau of the Mint. . Washington, DC: United States Government Printing Office. 1904  [2015-03-15]. （原始内容存档于2015-02-20）.
- Lange, David W. . Atlanta, GA: Whitman Publishing. 2006. ISBN 978-0-7948-1972-9.
- Taxay, Don.  reprint of 1966. New York: Sanford J. Durst Numismatic Publications. 1983. ISBN 978-0-915262-68-7.
- Van Allen, Leroy C.; Mallis, A. George. . Virginia Beach, VA: DLRC Press. 1991. ISBN 978-1-880731-11-6.
- Vermeule, Cornelius. . Cambridge, MA: The Belknap Press of Harvard University Press. 1971. ISBN 978-0-674-62840-3.
- Yeoman, R.S.  67th. Atlanta, GA: Whitman Publishing. 2013. ISBN 978-0-7948-4180-5.

期刊
- Benvenuto, Tom. . Coins (Iola, WI: Krause Publications, Inc.). 2003-08: 60.
- Brown, Vernon L. . Coins (Iola, WI: Krause Publications, Inc.). 1970-11: 40–42.
- Hammer, Ted R. . The Numismatist (Colorado Springs, CO: American Numismatic Association). 1947-02: 167–169.
- Julian, R. W. . CoinAge (Dallas, TX: Beckett Media LLC). 2014-08: 56–59.
- LaMarre, Tom. . Coins (Iola, WI: Krause Publications, Inc.). 2003-01: 10–12, 14.
- . The Mansfield Herald. 1875-04-29  [2015-03-15].
- Olds, Robert. . Coins (Iola, WI: Krause Publications, Inc.). 1978-08: 40–45.
- Orzano, Michele. . Coin World (Sidney, OH: Amos Press). 2003-10-27: 55.
- Rayburn, Yancey. . Coins (Iola, WI: Krause Publications, Inc.). 1970-10: 41–44.
- Shavorinsky, Dave. . Coins (Iola, WI: Krause Publications, Inc.). 1974-01: 69.
- Young, Ray. . Coins (Iola, WI: Krause Publications, Inc.). 1979-12: 54–58.